# 佐藤庫喜
佐藤 庫喜（さとう くらき、1854年7月5日（安政元年6月11日）- 1921年（大正10年）7月17日）は、明治から大正期の農業経営者、政治家。衆議院議員、大分県大分郡谷村長。

## 経歴
豊後国大分郡、のちの大分県大分郡谷村（挾間村、挾間町を経て現由布市挾間町）で、佐藤運喜の長男として生まれる。1867年（慶応3年）熊本藩英式練兵小隊長となる。1872年（明治5年9月）家督を相続した。農業を営む。
1873年（明治6年）保長、1876年（明治9年）戸長に就任。1889年（明治22年）町村制施行により誕生した谷村の初代村長となり1893年（明治26年）まで在任。1901年（明治34年）4代谷村長に再任され1903年（明治36年）まで務めた。その他、谷村会議員、大分郡会議員、同参事会員、大分県会議員、同参事会員、県農会評議員、大分郡畜牛馬組合長、県産牛馬組合長、県農工銀行監査役などを務めた。
1904年（明治37年）3月、第9回衆議院議員総選挙（大分県郡部、憲政本党）で初当選し、1908年（明治41年）5月の第10回総選挙でも再選され、衆議院議員に連続2期在任した。
その後、大湯鉄道副社長、提子井路水利組合会議長、鑰小野芦瀬水利組合会議長などを務めた。

## 国政選挙歴
- 第4回衆議院議員総選挙（大分県第1区、1894年9月、無所属）落選[7]
- 第9回衆議院議員総選挙（大分県郡部、1904年3月、憲政本党）当選[5]
- 第10回衆議院議員総選挙（大分県郡部、1908年5月、憲政本党）当選[6]